# گری بل (بازیکن فوتبال)
گری بل (انگلیسی: Gary Bell؛ زادهٔ ۴ آوریل ۱۹۴۷) بازیکن فوتبال اهل بریتانیا است.
از باشگاه‌هایی که در آن بازی کرده‌است می‌توان به باشگاه فوتبال کاردیف سیتی، باشگاه فوتبال هرفورد یونایتد، و باشگاه فوتبال نیوپورت کانتی اشاره کرد.